# Муслімов Валех Алізаїд-огли
Муслімов Валех Алізаїд-огли (азерб. Müslümov Valeh Əlizaid oğlu 2.09.1968 — 14.04.1992) — Національний Герой Азербайджану; учасник Карабахської війни.

## Життя
Муслімов Валех Алізаід огли народився 2 вересня 1968 року в Лерікському районі. У 1983 році закінчив 8 класів середньої школи № 2 Лерікського району та вступив до училища № 17 міста Сумгаіт на спеціальність тесляра. Працював у Пересувному Механізованому Загоні Будівельного Тресту. У 1986 році був призваний на військову службу, у 1988 році після демобілізації звернувся до міста Сумгаіт.

### Сім'я
Був неодружений.

## Участь у боях
У серпні 1991 року почав служити у Загоні Міліції Спеціального Призначення МВС. Бере участь у бойових операціях, які проходили на територіях Шуши, Товузського та Губадлінського районів. 14 квітня 1992 року проявив геройство у бою в селі Маргушеван, був поранений у нерівному бою та помер від отриманої рани.

## Національний Герой
Указом Президента Азербайджанської Республіки № 831 від 6 червня 1992 року Муслімову Валеху Алізаїд-огли було посмертно присвоєно звання Національного Герою Азербайджану.
Похований у Лерікському районі. У середній школі № 2 міста Лерік, яка носить ім'я Національного Герою, відкрився пам'ятний музей.